# آران‌ای ریبوزومی ۵٫۸اس
آران‌ای ریبوزومی ۵٫۸اس (انگلیسی: 5.8S ribosomal RNA) یک آران‌ای بی‌رمز و از اجزاء زیرواحد بزرگ ریبوزوم‌های یوکاریوت‌هاست که نقش مهمی در فرایند ترجمهٔ پروتئین‌ها ایفا می‌کند. این مولکول توسط آران‌ای پلی‌مراز I و به عنوان یک پیش‌ساز ۴۵اس رونویسی می‌شود که خودِ این پیش‌ساز، حاوی آران‌ای ریبوزومی ۱۸اس و ۲۸اس است. وظیفهٔ این آران‌ای ریبوزومی جابجایی ریبوزوم‌هاست و با پروتئین سرکوب‌کنندهٔ تومور پی۵۳، پیوند کووالانسی برقرار می‌کند. از آران‌ای ریبوزومی ۵٫۸اس می‌توان به عنوان یک ژن مرجع برای شناسایی ریزآران‌اِی‌ها استفاده کرد. از آران‌ای ریبوزومی ۵٫۸اس همچنین برای درک بهتر فرایندهای مرتبط با آران‌ای ریبوزومی و برخی مسیرهای سلولی استفاده می‌شود.